# 圣奥古斯坦 (滨海夏朗德省)
圣奥古斯坦（法語：Saint-Augustin，法語發音：[sɛ̃.t‿oɡystɛ̃] ⓘ）是法国滨海夏朗德省的一个市镇，位于该省西部，属于罗什福尔区。

## 地理
圣奥古斯坦（45°40'41"N, 1°5'58"W）面积18.83 平方千米，位于法国新阿基坦大区滨海夏朗德省，该省份为法国西部滨海省份，北起旺代省，西临大西洋，南至吉倫特省，东南接多爾多涅省，东北接德塞夫勒省接壤，东临夏朗德省。
与圣奥古斯坦接壤的市镇（或旧市镇、城区）包括：布勒耶、沙耶韦特、埃托勒、莱马特、滨海圣帕莱。

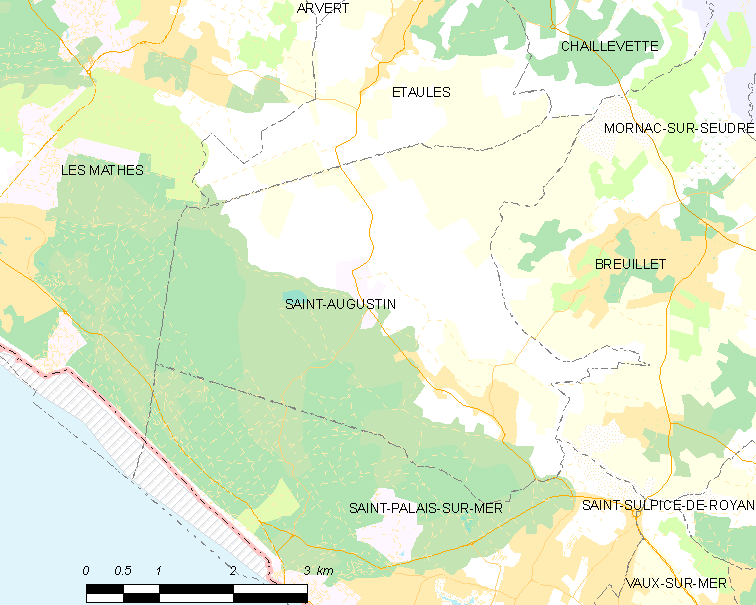
的OSM定位图

圣奥古斯坦的时区为UTC+01:00、UTC+02:00（夏令时）。

## 行政
圣奥古斯坦的邮政编码为17570，INSEE市镇编码为17311。

## 政治
圣奥古斯坦所属的省级选区为拉特朗布拉德县。

## 人口

1962-2008年间人口变化图示

圣奥古斯坦于2022年1月1日时的人口数量为1503人。